# Liste der niederländischen Gesandten bei den Hansestädten
Liste der niederländischen Gesandten bei den Hansestädten Bremen, Hamburg und Lübeck.

## Gesandte
1609: Aufnahme diplomatischer Beziehungen
- 1609–1619:
- 1619–1637: Foppe van Aitzema (ca. 1580–1637)
- 1640–1651: Hendrick Schrassert (1600–1651)
- 1653–1675: Matthias Römer (–1675)
- 1675–1708: Gerard Kuisten (1647–1708)
- 1708–1725: Jan van den Bosch (1660–1725)
- 1725–1742: Jacob Johan Mauricius (1692–1768)

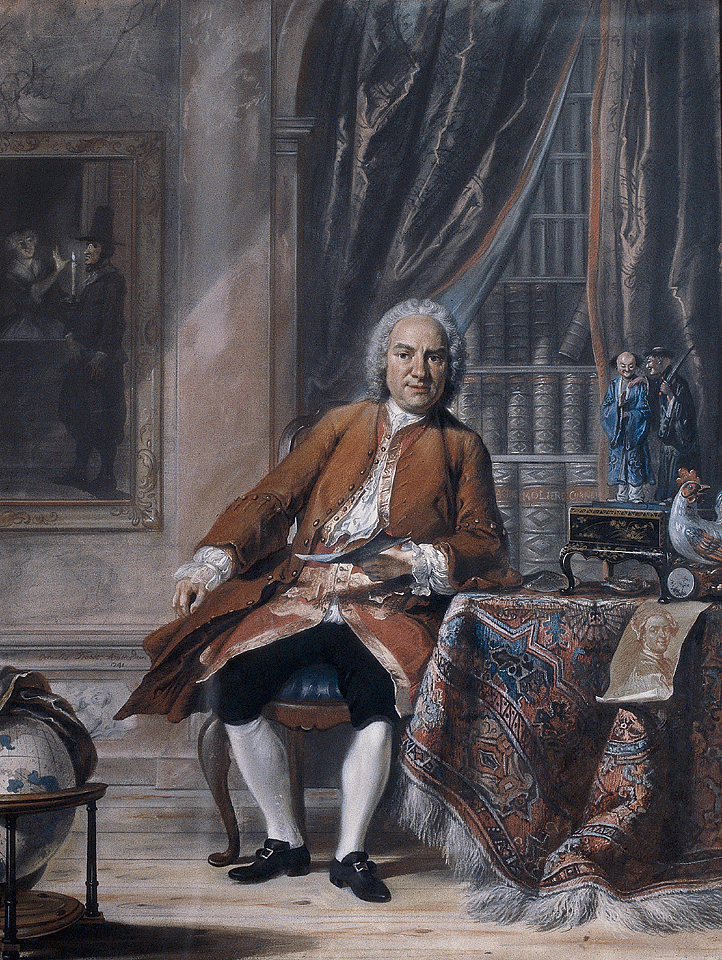
Jan Jacob Mauricius (1741)

- 1742–1756: Berend Willem Buys (1716–1763)
- 1756–1768: Jacob Johan Mauricius (1692–1768)
- 1768–1773: Hendrik Baron Hop (1723–1808)
- 1774–1793: Daniel Baron Hogguer (1722–1793)
- 1794–1795: Jan Caspar Hartsinck (1755–1835)
- 1795–1800: Balthasar Elias Abbema (1739–1805)
- 1800–1809: Johann Gotthard Reinhold (1771–1838), Geschäftsträger

1810–1814: Unterbrechung der Beziehungen wegen Annektierung durch Frankreich
- 1815–1825: Christiaan Bangeman Huygens (1772–1857)
- 1826–1828: Hendrik Rudolph Willem van Goltstein van Oldenaller (1790–1868), Geschäftsträger
- 1828–1842: Hendrik Rudolph Willem van Goltstein van Oldenaller (1790–1868)
- 1842–1849: Guillaume Gérard Dedel
- 1852–1854: Anton Johann Lukas Stratenus, Geschäftsträger
- 1854–1864: Anton Johann Lukas Stratenus
- 1864–1865: Otto Berg van Middelburg
- 1865–1865: Adrian Mazel

1865: Auflösung der Gesandtschaft